# Championnats du monde de vol à ski 2026
Navigation
Tauplitz 2024 Planica 2028
La 29e édition des championnats du monde de vol à ski se déroule du 23 au 25 janvier 2026 à Oberstdorf en Allemagne ; c'est la septième fois que la structure accueille la compétition internationale.
La compétition est uniquement masculine, l'introduction d'une épreuve féminine étant attendu pour la compétition suivante.

## Résultats

### Individuel
| Place | Sauteur | Pays | Manche 1 | Manche 1 | Manche 2 | Manche 2 | Manche 3 | Manche 3 | Manche 4 | Manche 4 | Total  |
| Place | Sauteur | Pays | Distance | Points   | Distance | Points   | Distance | Points   | Distance | Points   | Points |
| ----- | ------- | ---- | -------- | -------- | -------- | -------- | -------- | -------- | -------- | -------- | ------ |
| 1     |         |      | m        |          | m        |          | m        |          | m        |          |        |
| 2     |         |      | m        |          | m        |          | m        |          | m        |          |        |
| 3     |         |      | m        |          | m        |          | m        |          | m        |          |        |
| 4     |         |      | m        |          | m        |          | m        |          | m        |          |        |

### Par équipes
| Position | Équipe | Manche 1         | Manche 1 | Manche 2         | Manche 2 | Total  |
| Position | Équipe | Distance         | Points   | Distance         | Points   | Points |
| -------- | ------ | ---------------- | -------- | ---------------- | -------- | ------ |
| 1        |        | -- m - m - m - m |          | -- m - m - m - m |          |        |
| 2        |        | -- m - m - m - m |          | -- m - m - m - m |          |        |
| 3        |        | -- m - m - m - m |          | -- m - m - m - m |          |        |
| 4        |        | -- m - m - m - m |          | -- m - m - m - m |          |        |

## Tableau des médailles
| Rang  | Nation | Or | Argent | Bronze | Total |
| ----- | ------ | -- | ------ | ------ | ----- |
| Total | Total  | -  | -      | -      | -     |